# Metacycla insolita
Metacycla insolita is een keversoort uit de familie bladkevers (Chrysomelidae). De wetenschappelijke naam van de soort werd in 1861 gepubliceerd door John Lawrence LeConte.